# Schloss Baumgarten (Mautern)
Das Schloss Baumgarten ist ein denkmalgeschütztes Schloss in der Gemeinde Mautern an der Donau im Bezirk Krems-Land in Niederösterreich.

## Geschichte
Um 1100 schenkte der Edelfreie Gozwin dem Benediktinerstift Göttweig das Gebiet des heutigen Ortes Baumgarten. 1751 gelangte die Herrschaft Baumgarten an Franz Josef Giegl, der 1756 den heutigen Barockbau errichtete. 1911 kaufte der Fabrikant Carl Faltis das Schloss. Er ließ den Bau rebarockisieren und neu ausstatten. Seine Tochter brachte das Schloss in ihre Ehe mit dem Unterrichtsminister Max Hussarek von Heinlein ein. Der Schriftsteller Egon Caesar Conte Corti lebte hier.

## Beschreibung
Das Schloss liegt in beherrschender Höhenlage oberhalb von Mautern. Es handelt sich um eine einheitlich fassadierte Mehrflügelanlage, die zwei Höfe umschließt. Sie ist spätbarock, doch hat sie ihr heutiges Aussehen weitgehend erst in den Jahren 1911 bis 1922 erhalten. Die Zufahrt im Norden wird von zwei monumentalen Sphingen flankiert. Sie wurden um 1730 von Franz Leopold Farmacher (1697–1760) geschaffen und standen einst vor dem Schloss Thürnthal. Die Schauseite des Schlosses wendet sich der Donau zu. Die Rokokofassade wird durch Pilaster gegliedert. Im Westen führt ein mit einem großen Wappen geschmücktes korbbogiges Portal in den Wirtschaftshof.
Der Festsaal des Schlosses ist mit einem Deckenfresko von Martin Johann Schmidt aus dem Jahr 1758 geschmückt, das den Triumph Apollos mit einer Allegorie der Künste und Wissenschaften darstellt. In mehreren Räumen finden sich Flachdecken mit Stuckspiegeln vom Anfang des 20. Jahrhunderts.
Um die gleiche Zeit wurde auf einer großen Terrasse im Osten des Hauptgebäudes der neobarocke Garten angelegt. Er ist mit zahlreichen barocken Skulpturen, Vasen, Bänken und Brunnen geschmückt, die aus verschiedenen Schlössern (u. a. Schlosshof und Thürnthal) stammen und von Carl Faltis angekauft wurden. Auch ein hübscher Gartenpavillon mit Mansarddach befindet sich darin. Hinter dem Schloss liegt ein großräumiger Keller aus dem 18. Jahrhundert mit einem kreuzförmigen Grundriss.